# آنتونی ورگوته
آنتونی ورگوته (انگلیسی: Antoine Vergote; ۸ دسامبر ۱۹۲۱ – ۱۰ اکتبر ۲۰۱۳) متخصص الهیات، روان‌شناس، استاد دانشگاه، و کشیش کاتولیک اهل بلژیک بود. وی در ۱۰ اکتبر ۲۰۱۳ میلادی در ۹۱ سالگی درگذشت.